# プレジデンテ・カルロス・イバニェス・デル・カンポ国際空港
プレジデンテ・カルロス・イバニェス・デル・カンポ国際空港 (プレジデンテ・カルロス・イバニェス・デル・カンポこくさいくうこう) は、チリのプンタ・アレーナスにある国際空港。チリの主要空港で最も南に位置しており、英領フォークランド諸島に定期便がある。また、南極のキングジョージ島行きのチャーター便が運航している。第20・26代大統領カルロス・イバニェス・デル・カンポにちなんで命名された。

## 就航路線
| 航空会社             | 就航地 |
| -------------------- | --- |
| LATAM チリ           | コンセプシオン、プエルトモント、サンティアゴ、東フォークランド島 季節運航: プエルトナタレス                                 |
| スカイ航空           | コンセプシオン、プエルトモント、サンティアゴ                                                                                |
| ジェットスマート航空 | コンセプシオン、プエルトモント、サンティアゴ                                                                                |
| DAP航空              | バルマセダ、エルカラファテ、ポルベニール、プエルトナタレス、プエルトウィリアムズ、ウシュアイア チャーター: キングジョージ島 |